# Erwin Lochmatter
Erwin Lochmatter (* 1. September 1911 in St. Niklaus; † 9. August 1987 ebenda) war ein Schweizer Unternehmer, Bergsteiger, Ski- und Bergführer. Er machte die St. Niklauser Quarzitsteinplatten über die Grenzen des Wallis hinaus in Europa bekannt.

## Familie
Erwin Lochmatter aus St. Niklaus im Schweizer Kanton Wallis war ein Enkel von Josef Marie Lochmatter (1833–1882), dem Begründer und Stammhalter der bekannten St. Niklauser Bergführerdynastie, und ein Sohn von Josef Lochmatter (1872–1915), dem Begründer der neuen St. Niklauser Bergführerschule. Wie sein Vater wuchs Erwin als Halbwaise auf.
Das Ehepaar Berta Burgener (1914–1998) und Erwin Lochmatter hatte vier Kinder. Berta Burgener war eine Verwandte des «Königs der Bergführer» Alexander Burgener.

## Berg- und Skiführer
Im Jahre 1933 beteiligte sich Erwin Lochmatter an der Bergung des Leichnams von Franz Lochmatter, der am 17. August vom Grossen Gendarm des Weisshorns abstürzte. Im Jahre 1934 erlangte Erwin das Bergführer-Diplom nach der Verordnung des Kantons Wallis vom 13. Februar 1925. Er führte Gäste, die ihn zumindest in seinem Führerbuch lobten, bis in die sechziger Jahre insbesondere auf die Gipfel der Walliser Bergwelt. Einer seiner Stammgäste war der belgische Banquier Jacques Verhagen, der meinte, dass Lochmatter ebenso hervorragend Auto fahre wie führe. Diese alpinen Fähigkeiten kamen ihm als Unternehmer zugute, zählen die Quarzitplattenbrüche der Gemeinde St. Niklaus doch zu den wenigen europäischen Steinbrüchen ohne Strassenerschliessung.
Zum 25. Todestag von Franz Lochmatter im Jahre 1958 wurde von Erwin Lochmatter und seinen Berufskameraden eine Gedenktafel aus St. Niklauser Quarzitstein an der Unglücksstelle am Lochmatterturm des Weisshorns angebracht, die u. a. folgende Worte trägt: Da oben muss ein lieber Vater wohnen.  Im Jahre 1971 bewährte sich Erwin als Präsident des Organisationskomitees in der Durchführung des zehnten Walliser Bergführerfestes in St. Niklaus am Wochenende vom 19. bis 21. Juni. U. a. wurde eine Gedenkmedaille an Franz Lochmatter herausgegeben.
Am 1. September 1977 stürzte Erwin beim Ausbau der Endstation seiner Wasserballastbahn gegen 30 Meter talwärts. Die schweren Verletzungen, die er sich dabei zugezogen hatte, hinderten ihn an künftigen hochalpinen Touren. Bei der Materialseilbahn handelte es sich um eine zweispurige Pendelbahn mit Trag- und Zugseil, deren zwei verbundene Wagen vom Weiler Esch nördlich von St. Niklaus Dorf in 1095 m ü. M. hinauf nach Wintergadmen auf 1800 m ü. M. führten.
Das Original-Führerbuch von Erwin Lochmatter findet sich heute im Bergführermuseum von St. Niklaus. Am 7. August 1962 wurde seinem älteren Sohn Walter vom Kanton Wallis ein Führer-Aspiranten-Büchlein ausgestellt, das sich im Familienbesitz befindet.

## Quarzitplattenbrüche Lochmatter

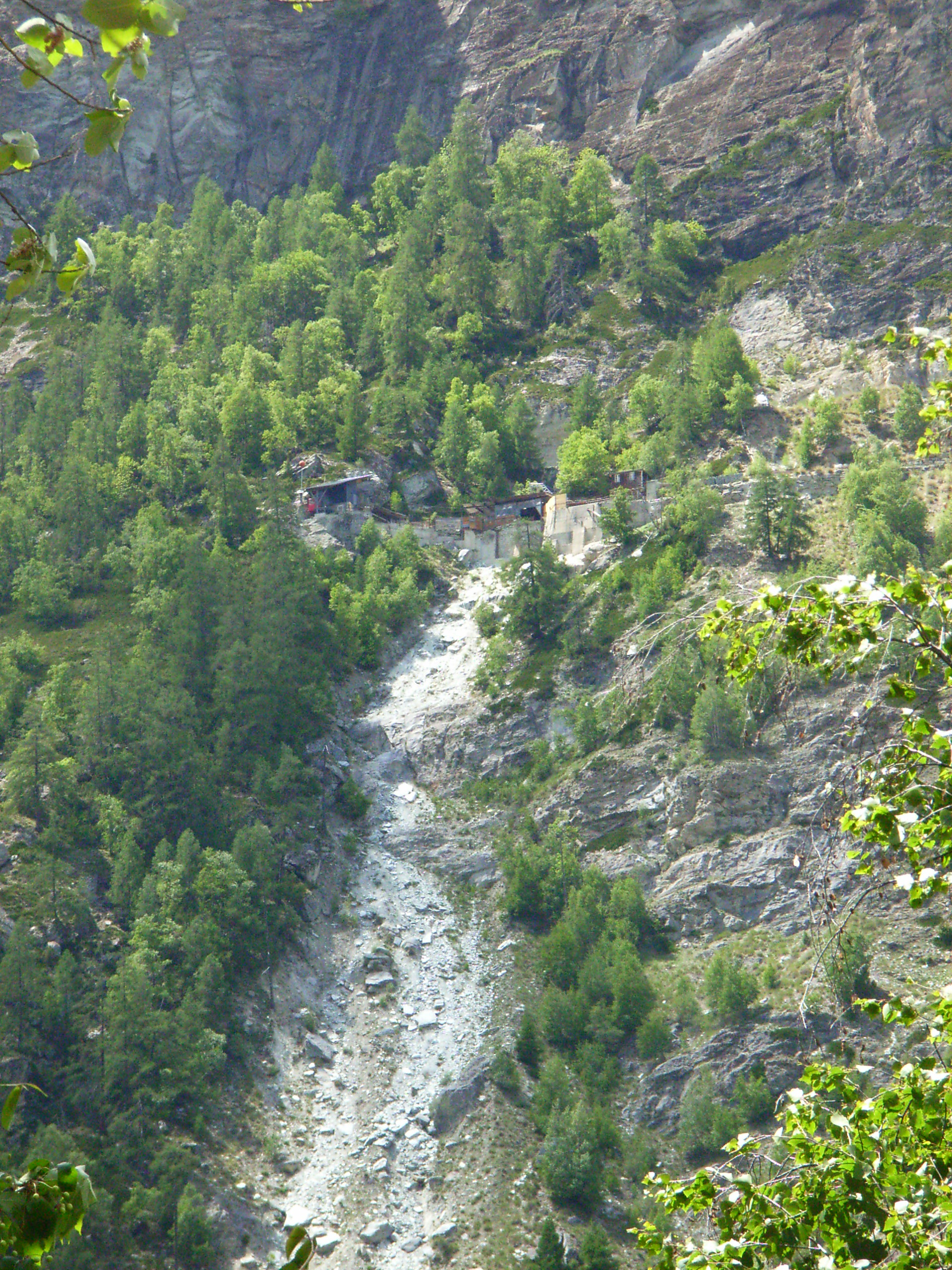
Die Quarzitplattenbrüche Lochmatter im Jahre 2006 von der Kantonshauptstrasse 213 aus gesehen. Links die rote Kabine der Personenseilsbahn, von wo sich die Quarzitplattenbrüche Lochmatter rund 250 Meter nach rechts bzw. Norden ziehen.

Am 23. April 1944 erwarb Erwin Lochmatter zusammen mit seinem Jahrgänger Ulrich Imboden (1911–1988) die Konzession zum Abbau des Quarzits auf dem Gebiet der Gemeinde St. Niklaus. Lochmatter übernahm die St. Niklauser Steinbrüche und leitete deren Betrieb, während Imboden sich auf die Leitung des Bauunternehmens konzentrierte. Im Jahre 1945 begann mit dem Erwerb der Abbaukonzession durch Erwin Lochmatter auch die Geschichte des kommerziellen Quarzitabbaus auf dem Gebiet der Gemeinde Embd, die talabwärts an die Gemeinde St. Niklaus grenzt. Am 24. Oktober 1954 verlängerte die Gemeinde St. Niklaus die Abbaukonzession von Lochmatter und Imboden, wobei Imboden noch am 11. November des gleichen Jahres sein Konzessionsrecht an Lochmatter abtrat und Abbaubetrieb und Bauunternehmen nunmehr vollständig voneinander getrennt waren. 1955 gingen Konzession und Steinbrüche auf dem Gebiet der Gemeinde Embd an die St. Niklauser Familie Biner über.
Die grüne Farbe und seine gute Spaltbarkeit machen den St. Niklauser Quarzit einzigartig. Jährlich wurden über 1'500 Tonnen Quarzit auf dem Gebiet der Gemeinde St. Niklaus ausgebeutet. Der Absatz des Materials gliederte sich folgt:
- Wallis 25 % (wovon regional hauptsächlich Dachplatten),
- übrige Schweiz 30 % und
- Ausland 45 %.

Die häufigsten Auslandslieferungen gingen nach Deutschland, viele aber auch nach Belgien oder in die Niederlande.
Dabei wurden von den bis zu 600 Meter langen Stollen Quarzitblöcke aus dem Felsen gesprengt. Diese schweren Steinblöcke wurden auf besondere Rollwaggons verladen und auf Schmalspurschienen ans Tageslicht gezogen, wo sie mit Hammer und Meissel in Schichten aufgespalten wurden. Je nach Grösse und Qualität wurden die Platten sortiert. Die Platten mit einer regelmässig grünlichen und ebenen Oberfläche wurden zu Terrassenplatten, Treppenstufen, Fensterbänken usw. weiterverarbeitet, wobei bei diesem Arbeitsgang die Kanten in einem bestimmten Mass oder anhand einer Mustervorlage zugefräst wurden. Die Oberfläche der Platten blieb jeweils gespalten und wurde nicht weiterverarbeitet.
Erwin Lochmatter übergab im Jahre 1972 seinen Betrieb Erwin Lochmatter Quarzitsteinbrüche St. Niklaus an seine Zwillingssöhne Walter und Anton Lochmatter (Gebrüder Lochmatter Quarzitplattenbrüche St. Niklaus). Im Jahre 1975 verunglückte Anton Lochmatter vor seinem 35. Geburtstag am 22. Dezember tödlich im Steinbruch. Auf dem Gebiet der Gemeinde St. Niklaus wurde bis zum Unfalltod von Walter Lochmatter am 16. März 2005 im Steinbruch kommerziell Quarzit abgebaut (Walter Lochmatter Quarzitsteinbrüche St. Niklaus).
In der ersten Generation waren über 60 Mitarbeiter in den Quarzitplattenbrüchen der Firma Lochmatter beschäftigt. In der zweiten Generation sank die Zahl im Zuge einer zunehmenden Technisierung des Abbaubetriebes auf rund 20 Mitarbeiter.

## Musikgesellschaft Edelweiss St.Niklaus
Erwin Lochmatter spielte von den dreissiger bis sechziger Jahren die Tuba in der Musikgesellschaft Edelweiss seiner Heimatgemeinde. Dann war er Ehrenpräsident des Vereins. Am 18. Oktober 1986 wurde er zum Ehrenveteranen der Veteranenvereinigung des Oberwalliser Musikverbands ernannt.

## Verkehrsverein St.Niklaus und Umgebung, heutiger Tourismusverein
Erwin Lochmatter war einer der Hauptinitianten bei der Gründung des Verkehrsvereins St. Niklaus und Umgebung im Jahre 1966 und auch dessen erster Präsident, der sich bis zum heutigen Tage dem Sanften Tourismus widmet.

## Erstbegehungen (Auswahl)
- 19. August 1938 Erst-Enchaînement bzw. Aufstieg vom Felikjoch auf den Castor, Traversierung zum Pollux mittels Aufstieg über die Nordwand und Abstieg nach Zermatt in rund 24 Stunden mit seinem Vetter Hermann Lochmatter (1907–2000) und dem Gast Dr. Oliver K. Williamson (1866–1941)[10][11]
- die weiteren Erstbegehungen siehe folgend unter Literatur und/oder im Führerbuch 1934–1961 von Erwin Lochmatter (1911–1987)